# Igors Kazanovs
Igors Kazanovs (Rus. Игорь Яковлевич Казанов * 24. září 1963, Daugavpils) je bývalý sovětský, později lotyšský atlet lotyšské národnosti, který se věnoval krátkým překážkovým běhům.
Je čtyřnásobným halovým mistrem Evropy v závodě na 60 metrů překážek. Jednu bronzovou a jednu stříbrnou medaili získal také na halovém mistrovství světa. Pod širým nebem bylo jeho nejlepším umístěním páté místo na světovém šampionátu v Římě 1987. Na mistrovství světa ve Stuttgartu 1993 doběhl ve finále na šestém místě v čase 13,38. Dvakrát reprezentoval na letních olympijských hrách. V Barceloně 1992 i v Atlantě 1996 skončil shodně před branami finále, v semifinálovém běhu.

## Osobní rekordy
- 60 m přek. (hala) - (7,42 - 25. února 1989, Moskva)
- 110 m přek. (dráha) - (13,26 - 19. srpen 1993, Stuttgart)